# Coelorinchus productus
Coelorinchus productus is een straalvinnige vissensoort uit de familie van rattenstaarten (Macrouridae). De wetenschappelijke naam van de soort is voor het eerst geldig gepubliceerd in 1916 door Gilbert & Hubbs.